# Hemeromyia obscura
Hemeromyia obscura är en tvåvingeart som beskrevs av Daniel William Coquillett 1902. Hemeromyia obscura ingår i släktet Hemeromyia och familjen kadaverflugor. Inga underarter finns listade i Catalogue of Life.